# PalmPilot

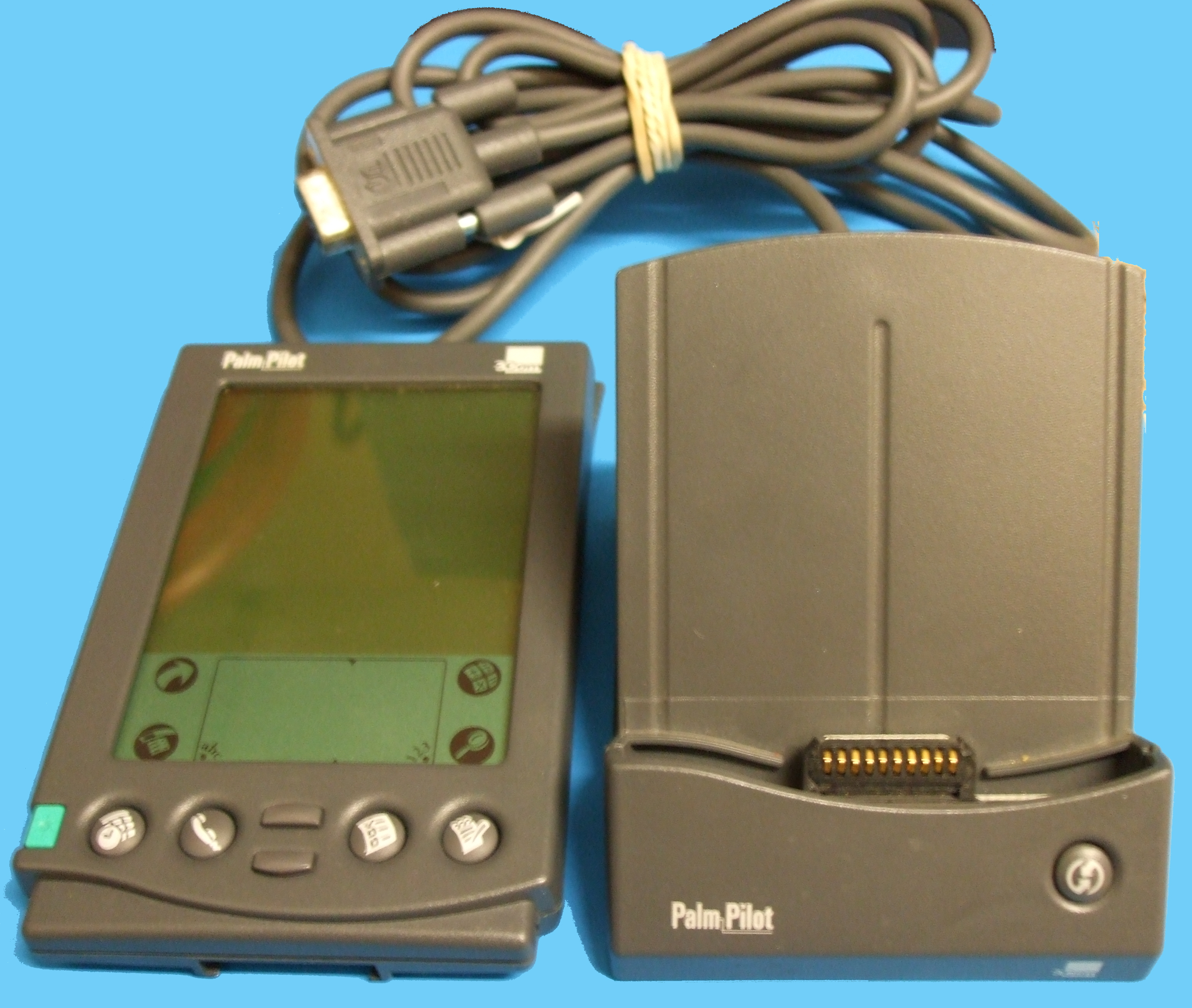
PalmPilot Professional.

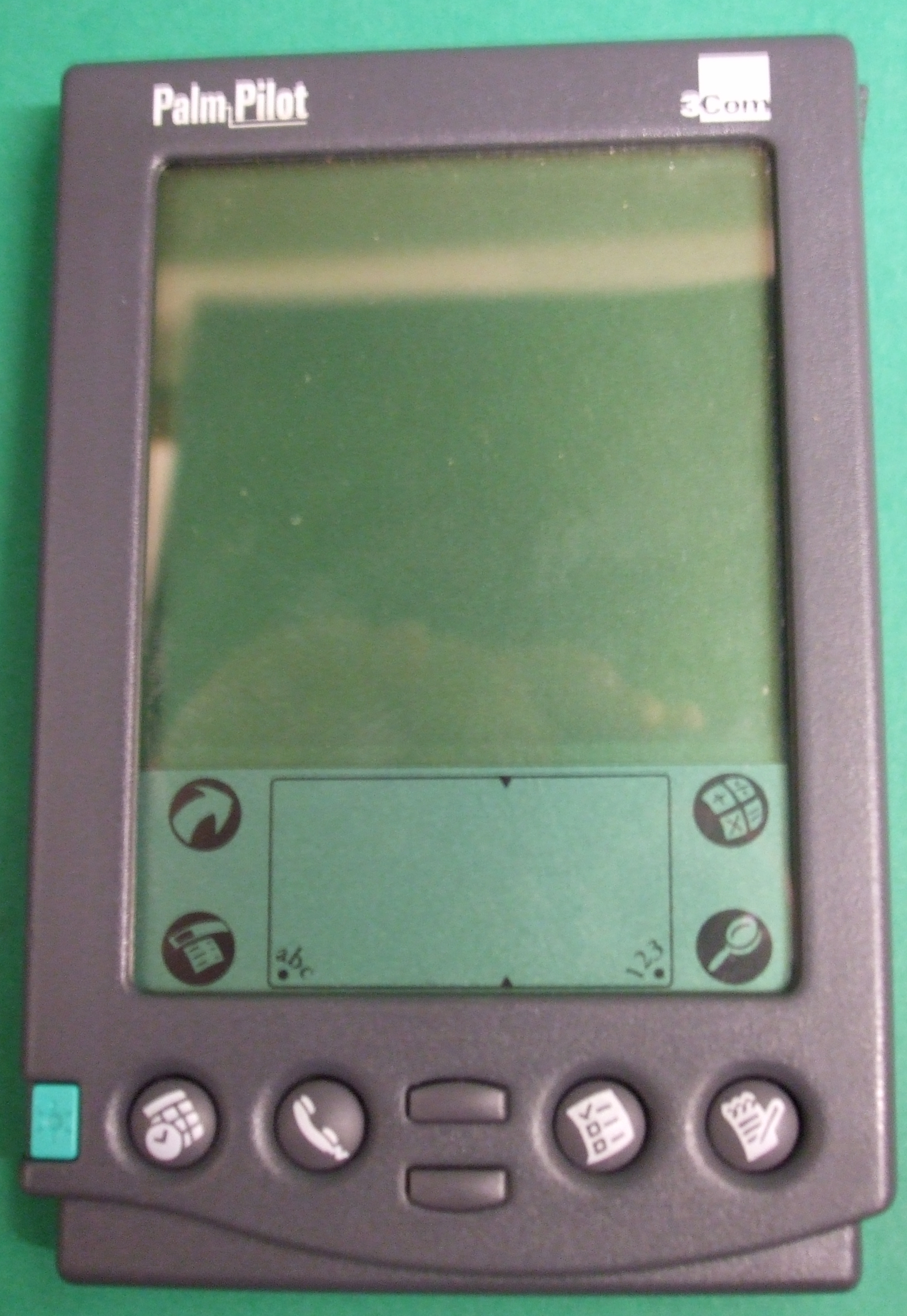
PalmPilot Professional.

Las PalmPilot Personal y PalmPilot Professional son la segunda generación de los PDA de tipo Palm fabricadas por Palm, Inc. (entonces una subsidiaria de U.S. Robotics, que será absorbida por 3Com).
Se lanzan al mercado el 10 de marzo de 1996.
Tienen como CPU un microprocesador Motorola 68328 DragonBall a 16 MHz (la CPU controla la memoria, UART, pantalla, sonido), y vienen con 518 Kilobytes (Personal) o 1024 KB (Professional) de memoria RAM no volátil, y 512 KB de ROM en un chip que contiene el Palm OS 2.0 y las aplicaciones residentes.
La caja es rectangular en plástico gris de 11,9 x 8,1 x 1,8 centímetros (4,7 x 3,2 x 0,7 pulgadas) y un peso de 160 gramos (con las pilas). En la frontal pantalla táctil monocroma LCD, con la zona Graffiti en la parte inferior. Bajo esta, un botón verde cuadrado (power y control de la iluminación trasera), cuatro teclas de acceso rápido a aplicaciones (Date Book, Address Book, To Do List, y Memo Pad) y dos cursores de scroll. A la derecha control de contraste. En la esquina superior derecha alojamiento para el stylus. En la trasera, trampilla del Memory Slot, botón de Reset, trampilla de pilas (2 alcalinas AAA) y puerto Palm Serial (para uso con el PalmPilot Cradle).
La memoria está situada en un memory slot cubierto por una tapa en la zona superior de la trasera de la PDA, donde se alojan los chips de ROM y RAM . De serie hay tarjetas de 512 k, 1 Mb y 2 Mb de RAM. El límite máximo soportable por el hardware es de 12 Mb de RAM y 4 Mb de ROM
Tras un test de calibración inicial en el primer encendido, la PalmPilot está lista para usarse. Al carecer de soporte de almacenamiento aparte de la memoria interna, necesita un ordenador anfitrión para ello. Palm desarrolla Palm Desktop, que se entrega con la PDA y el PalmPilot Cradle (una cuna que se conecta por puerto serie con el ordenador anfitrión, y tiene un botón HotSync para sincronizar datos). 
Para las PC existen dos versiones de Palm Desktop, una en disquete de 3,5 para Windows 3.1 y otra en CD-ROM para Windows 95. Las computadoras Apple Macintosh tienen su propia versión (y en un 90% necesitan un adaptador RS-232 a RS-422), también en el CD-ROM. Linux tiene su propio soporte de código abierto, gracias a la política al respecto de Palm, que junto con los emuladores lo han convertido en plataforma preferida para desarrollos para Palm OS.
Tienen básicamente el mismo hardware que las Pilot 1000, pero retroiluminadas, con más RAM, un Palm OS en ROM mejorado al que además de mejoras al soft PIM se le añade un programa de control de gastos y, para el modelo Professional, el soporte de una pila TCP/IP lo que le permite la conexión a redes, bien virtualizándola sobre la conexión Serial al ordenador anfitrión, bien mediante un módem para acceder por NAS a redes corporativas en Internet. El soporte para el envío y recepción de correo electrónico (soporta de serie Microsoft Outlook y Lotus cc:Mail, con soporte adicional por parte de terceros como Symantec) será el espaldarazo definitivo para su entrada en el mundo empresarial por la puerta grande, al equipar a la alta directiva y las redes de ventas.
Palm ofrece para ello el módem 10201U a 14.400 baudios, con un precio de $129, que puede usarse además con las Palm III y Palm IIIx. Asimismo está disponible un kit de ampliación a 2 Mb. El precio inicial es de $399 el Professional, $299 el Personal, $199 el upgrade a Professional de los Pilot y, solo para los usuarios registrados durante el lanzamiento, $99 el upgrade. El kit consiste en una tarjeta con 1 Mb RAM y la nueva ROM del Palm OS 2.0, y un CD-ROM con los programas de conexión actualizados. 